# Districtele românești bănățene
Districtele românești bănățene au reprezentat o formă specifică și tradițională de organizare administrativă, politică și militară a populației autohtone românești în evul mediu. Dintre toate provinciile istorice românești, cea mai mare densitate de districte medievale a fost consemnată în Banat.

## Atestare documentară
Perioada de maximă concentrare a consemnărilor documentare pentru Districtele românești bănățene a fost între mijlocul secolului al XIV - lea și mijlocul secolului al XV - lea.

## Districte românești privilegiate
Unele dintre aceste districte românești au obținut, individual sau în grup, din partea regalității maghiare, o serie de privilegii. Un număr de opt districte s-au detașat prin calitatea și unicitatea privilegiilor obținute, comparabile doar cu cele ale scaunelor secuiești sau săsești. O diplomă emisă de regele Ungariei Ladislau al V-lea Postumul în august 1457,a reînoit, la cererea adunării tuturor nobililor, cnezilor și a altor români din cele opt districte, vechile privilegii acordate lor de către înaintașii săi . Aceste privilegii au fost reconfirmate de către principele transilvan Gabriel Bathory, prin documentul din 3 aprilie 1609 . 

Districtele românești privilegiate aveau scaune de judecată proprii, prezidate de către un cnez sau de către un voievod. Scaune de judecată ale mai multor districte erau conduse de către un castelan sau chiar de către banul Severinului. La judecarea cauzelor era aplicat vechiul drept românesc 

## Lista districtelor românești bănățene privilegiate
- Lugoj (Lugas), (atestat în 1369) [4].
  - Districtul era situat pe valea mijlocie a râului Timișel (Bega) și pe valea Timișului având în componență între 15 și 24 sate. Relieful districtului cuprindea atât câmpii cât și dealuri. Se învecina, la nord, cu districtele neprivilegiate Sudriaș, Jupani, Mănăștur, Fârdea, Făget, Bujor, Marginea, Icuș și Hodoș, la vest cu districtele Bel și Chery, la sud cu districtul Comiat, iar la sud-est cu districtul  Caransebeș[5].
- Sebeș (Sebes) (prin unire cu districtul Caran a format districtul Caransebeș), (atestat în 1391)
- Mehadia (Mihald), (atestat în 1391)
- Almăj, (atestat în 1457)
- Carașova (Izvorul Carașului), (atestat în 1457)
- Bârzava (format din fostul district Cuiești), (atestat în 1457)
- Comiat, (atestat în 1391)
  - District aflat la sud de districtul Lugoj. În suprafață de aproximativ 200 kmp, ocupa cea mai mare parte a văii Pogănișului [4].
- Ilidia, (atestat în 1457)

## Districte românești neprivilegiate
Documentele care au ajuns până în zilele noastre consemnează numele a încă peste 30 de districte românești bănățene medievale, acoperind aproximativ trei sferturi din suprafața Banatului istoric. Aceste districte nu au reușit să dobândească excepționalele privilegii ale celorlalte opt, dar au marcat evul de mijloc bănățean prin realitatea prezenței lor, prezență care a perpetuat, peste secole, modul de viață specific românesc și care n-a putut fi ignorată de regalitatea și feudalitatea maghiară .

## Lista districtelor românești bănățene neprivilegiate
- Bay (Caraș)
  - Atestat pentru prima dată către sfârșitul anului 1407, când a fost donat de către regele Sigismund de Luxemburg lui Filippo Scolari, în urma campaniei militare, din acel an, din Bosnia [6].
- Bel (Belinț) (atestat în 1371)
  - District aflat la vest de districtul Lugoj, între Lugoj și Timișoara [4].
- Beregsău (atestat în 1387)
- Berini (Timiș)
  - Compus din 19 sate și 4 predii; Atestat pentru prima dată către sfârșitul anului 1407, când a fost donat de către regele Sigismund de Luxemburg lui Filippo Scolari, în urma campaniei militare, din acel an, din Bosnia [6].
- Bistra
- Borzlyuk
- Bujor (atestat în 1454)
- Chery (atestat în 1371)
  - District aflat la vest de districtul Lugoj, între Lugoj și Timișoara. Inițial, în secolul al XIV-lea, districtul avea în componență mai ales așezări neînsemnate, dar, pe măsură ce noi sate erau înființate, importanța sa a crescut [4]
- Cheureg
- Chernolch
- Cuiești (atestat în 1341, devenit mai târziu, conform atestării din 1457, districtul Bârzavei)
- Duboz (atestat în 1410)
- Fârdea
- Făget
- Hodoș
- Horom (atestat în 1444)
- Icuș (atestat în 1405)
- Iersig
- Jupani (atestat în 1453)
- Jdioara
- Lipko (atestat în 1405)
- Margina (atestat în 1497)
- Maxand
- Mănăștur (atestat în 1454)
- Mylos
- Recaș
- Remetea (pe Bârzava)
- Sculea (atestat în 1466)
- Sânandrei
- Sudriaș [7]
- Șoșdea
- Sugyea (atestat în 1453)
- Themeskuz
- Turd (atestat în 1453)
- Zaad
- Zederyes
- Zenthlazlo